# El Mesquite (Teksas)
El Mesquite je naseljeno mjesto za statističke potrebe u američkoj saveznoj državi Teksas. Prema popisu stanovništva iz 2010. u njemu je živjelo 38 stanovnika.